# Манас (уезд)
Мана́с (кит. упр. 玛纳斯县, пиньинь Mǎnàsī xiàn, уйг.  ماناس ناھىيىسى‎, Manas Nahiyisi) — уезд Чанцзи-Хуэйского автономного округа Синьцзян-Уйгурского автономного района Китая. Уезд назван в честь реки Манас.

## История
Во времена империи Хань здесь располагалось княжество Утаньцзыли (烏貪訾離國). Князь жил в долине Лэу. Население было малочисленным: всего 41 семья, 231 человек, 57 воинов. Тем не менее, китайцы учредили здесь свою администрацию из трёх чиновников во главе с фуго-хоу (輔國侯).
В 1763 году здесь было построено укрепление Суйлай (绥来堡). В 1778 году был образован уезд Суйлай (绥来县), подчинённый Урумчи, административным центром уезда стал Канцзи (康吉城). В 1884 году города Канцзи и Суйнин были объединены в город Суйлай, и правительство уезда перебралось из Канцзи в Суйнин.
С 1950 года уезд входил в Специальный район Урумчи. В 1954 году был переименован в уезд Манас. В 1958 году вошёл в состав Чанцзи-Хуэйского автономного округа.
В 1971 году находившийся на территории уезда Манас военный городок официально стал городским уездом Шихэцзы, подчинённым напрямую правительству Синьцзян-Уйгурского автономного района. В 1974 году был расформирован Синьцзянский производственно-строительный корпус, и был создан округ Шихэцхы (石河子地区), власти которого разместились в городском уезде Шихэцзы. В 1979 году округ Шихэцзы был расформирован, а входившие в него земли — разделены между городским уездом Шихэцзы и уездами Манас и Шавань.

## Административное деление
Уезд Манас делится на 7 посёлков, 1 волость и 3 национальные волости.

## Экономика
В уезде развиты сельское хозяйство и животноводство, в том числе выращивание картофеля.

## Транспорт
Через территорию уезда проходит трасса Годао 312 и Ланьсиньская железная дорога.